# حبيبة الصفار
حبيبة سعيد الصفار (مواليد 1977) عالمة وراثة ومهندسة طب حيوي وأكاديمية إماراتية. وهي أستاذة مساعدة في الهندسة الطبية الحيوية في جامعة خليفة ومديرة مركز التكنولوجيا الحيوية بجامعة خليفة.
اشتهرت على نطاق واسع بعملها في تحديد عوامل الخطر الجينية لمرض السكري في السكان البدو الأصليين في الإمارات العربية المتحدة ، واحتلت المرتبة 52 بين «أقوى 100 امرأة عربية» لعام 2015 من قبل أريبيان بزنس .  في عام 2016 ، حصلت على زمالة لوريال - اليونسكو الدولية للمرأة في العلوم . 

## التعليم والتدريب
حصلت الصفار على درجة البكالوريوس في الكيمياء الحيوية من جامعة ولاية سان دييغو في عام 2002 ، ثم حصلت على درجة الماجستير في الهندسة الطبية من جامعة ليفربول في عام 2003. حصلت على درجة الدكتوراه في الطب وعلوم الطب الشرعي من جامعة أستراليا الغربية عام 2010.  عملت كخبير في الطب الشرعي لشرطة دبي لعدة سنوات ، ثم التحقت بجامعة خليفة كأستاذ مساعد في الهندسة الطبية الحيوية في عام 2011.  

## الأبحاث
يتركز اهتمام الصفار البحثي الأساسي بدراسة جينوم البدو الأصليين في الإمارات العربية المتحدة لتحديد جينات معينة تهيئ للإصابة بالأمراض.  كجزء من أطروحتها للدكتوراه ، أنشأت «سجل الأسرة الإماراتي» في عام 2007 والذي قام في النهاية بتخزين عينات الحمض النووي لأكثر من 26000 متطوع ، 1700 منهم من البدو.   أجرت أول وأكبر دراسة ارتباطية على مستوى الجينوم للسكان البدو الإماراتيين والتي حددت 5 جينات فريدة للسكان الإماراتيين كانت مرتبطة بمرض السكري من النوع 2 ، وكان الرابط الأقوى مع جين PRKD1 . تم نشر النتائج التي توصلت إليها في المجلة الدولية للسكري والتمثيل الغذائي في عام 2011. وفقًا للصفار ، كانت هذه الدراسة الأولى من نوعها التي درست التركيب الجيني للسكان العرب فيما يتعلق بمرض السكري. يقال إن الإمارات العربية المتحدة لديها ثاني أعلى معدلات مرض السكري في العالم 

## الجوائز والتقدير
حصلت على وسام الإمارات الأول في عام 2014 تقديراً لعملها على إنشاء خريطة جينية للوقاية والكشف المبكر عن مرض السكري من محمد بن راشد آل مكتوم ، حاكم دبي.  كما حصلت على جائزة الإمارات الدولية للوقاية من الأمراض الوراثية في نفس العام وحصلت على منح متعددة من مؤسسة الجليلة .  في عام 2015، تم ترشيحها كعضو في المنتدى الاقتصادي العالمي لمجتمع العلماء الشباب. وعملت أيضاً على مجلس مستقبل العالم في المنتدى الاقتصادي العالمي حول التكنولوجيات الحيوية (2016-2018).   منذ عام 2016 ، كانت الصفار عضوًا في مجلس علماء الإمارات ، وعضوًا في مجلس دبي للمستقبل للصحة والرفاهية منذ عام 2019.  

## منشورات بارزة
- O'Day، Elizabeth؛ Alsafar، Habiba (14 سبتمبر 2018). "Advanced Diagnostics for Personalized Medicine". ساينتفك أمريكان. مؤرشف من الأصل في 2020-11-09.
- Al Safar, Habiba S.; Cordell, Heather J.; Jafer, Osman; Anderson, Denise; Jamieson, Sarra E.; Fakiola, Michaela; Khazanehdari, Kamal; Tay, Guan K.; Blackwell, Jenefer M. (Nov 2013). "A Genome-Wide Search for Type 2 Diabetes Susceptibility Genes in an Extended Arab Family: GWAS for T2D in an Arab Family". Annals of Human Genetics (بالإنجليزية). 77 (6): 488–503. DOI:10.1111/ahg.12036. PMID:23937595.
- Alsafar, Habiba; Jama-Alol, Khadra A.; Hassoun, Ahmed A. K.; Tay, Guan K. (Mar 2012). "The prevalence of Type 2 Diabetes Mellitus in the United Arab Emirates: justification for the establishment of the Emirates Family Registry". International Journal of Diabetes in Developing Countries (بالإنجليزية). 32 (1): 25–32. DOI:10.1007/s13410-012-0062-6. ISSN:0973-3930.
- Al Safar, Habiba S.; Abidi, Fatima H.; Khazanehdari, Kamal A.; Dadour, Ian R.; Tay, Guan K. (Feb 2011). "Evaluation of different sources of DNA for use in genome wide studies and forensic application". Applied Microbiology and Biotechnology (بالإنجليزية). 89 (3): 807–815. DOI:10.1007/s00253-010-2926-3. ISSN:0175-7598. PMID:20978755.
- Al Safar HS؛ Jamieson S؛ Cordell H؛ Blackwell J؛ Tay GK (2011). "Heritability of Quantitative Traits Associated with Type 2 Diabetes in an Extended Family from the United Arab Emirates". Int J Diabetes & Metab. ج. 19: 56–62.